# Proserpina (1898)
El Proserpina fue un destructor de la  Clase Furor de la Armada Española.

## Características técnicas
El  Proserpina  fue construido en el Reino Unido por los astilleros Clydebank Engineering & Shipbuilding Co., donde fue botado el 23 de octubre de 1897. Tenía tres chimeneas y figuraba en la Lista Oficial de Buques de la Armada (LOBA) como un destructor de buques torpederos, diseñado para proteger buques mayores contra los ataques de los torpederos, pero también para atacar a buques mayores con sus propios torpedos.

## Historial
Sufrió diversos retrasos durante su construcción, y no fue entregado a la Armada Española hasta poco antes del inicio de la Guerra Hispano-Estadounidense, lo que le impidió incorporarse a tiempo a la Primera División de Torpederos y dirigirse a Cuba. Este incumplimiento de los plazos acordados dio lugar a un pleito ante los tribunales británicos. El juicio se prolongó hasta el 17 de noviembre de 1904, día en que se sentenció a la compañía británica a pagar 67 500 libras y los intereses anuales de dicha cantidad, al 5 por ciento desde el 2 de enero de 1901
Durante la guerra, el Proserpina se integró en la Escuadra de Reserva del almirante Manuel de la Cámara. A comienzos de junio, con el grueso de la escuadra estadounidense bloqueando a la escuadra de Cervera en Santiago de Cuba, el ministro de Marina, Auñón, planeó un ambicioso contraataque. En las instrucciones enviadas al almirante Cámara el 27 de mayo, se proponía que la escuadra partiera hacia Las Palmas, dividiéndose allí en tres divisiones. El Proserpina quedó integrado en la segunda división al mando del capitán de navío José Ferrándiz y Niño, compuesta además por el acorazado Pelayo, acorazado guardacostas Vitoria y los destructores Osado y Audaz. Por su corta autonomía, esta división no haría más que una finta, navegando diez o doce días, antes de volver a aguas metropolitanas, donde quedaría a la defensiva, junto con el crucero protegido Alfonso XIII, torpederos, cañoneros y algunas otras unidades. Finalmente este plan quedaría desechado debido a las presiones británicas, que pretendían evitar que el conflicto se extendiese a todo el Atlántico.
En la madrugada del 16 de junio de 1898 zarpó desde la bahía de Cádiz junto al resto de la Escuadra de Reserva con rumbo a  Filipinas. El destructor Proserpina quedó integrado junto con el Osado y el Audaz en el Grupo B, bajo el mando del capitán de navío José Ferrándiz y Niño. El 27 de junio, la Escuadra arribó a Puerto Saíd. El destructor Proserpina y sus gemelos habían realizado el viaje remolcados por los cruceros auxiliares Patriota, Rápido y Buenos Aires. El 3 de julio llegó a la Escuadra la orden de que los tres destructores regresasen a Mahón. Partieron el 4 de julio y arribaron a la ciudad balear el 13 de julio tras hacer escala en Mesina.
El día 22 de agosto de 1919, se hizo a la mar en Santander acompañado por el destructor Bustamante, para dar escolta a la flotilla de submarinos de la Armada. El rey Alfonso XIII embarcó en el submarino Narciso Monturiol (A-1), en el que efectuó una inmersión tras lo cual la flotilla regresó a puerto.
El Proserpina fue el más longevo de los buques de la serie, siendo dado de baja en la Armada Española durante la primavera de 1931.

### Buques de la clase
- Furor
- Plutón
- Terror
- Audaz
- Osado

### Listas relacionadas
- Anexo:Destructores de España